# Craugastor longirostris
Craugastor longirostris är en groddjursart som först beskrevs av George Albert Boulenger 1898.  Craugastor longirostris ingår i släktet Craugastor och familjen Craugastoridae. IUCN kategoriserar arten globalt som livskraftig. Inga underarter finns listade i Catalogue of Life.